# Gare de Chandieu - Toussieu
Gare de Chandieu - Toussieu vasútállomás Franciaországban, Saint-Pierre-de-Chandieu településen.

## Vasútvonalak
Az állomást az alábbi vasútvonalak érintik:
- Lyon-Perrache-Grenoble-Marseille-vasútvonal

## Kapcsolódó állomások
A vasútállomáshoz az alábbi állomások vannak a legközelebb: